# Dietrich Eckart
Pour les articles homonymes, voir Eckart.
Dietrich Eckart, né à Neumarkt, près de Nuremberg, le 23 mars 1868 et mort à Berchtesgaden le 26 décembre 1923, est un écrivain, journaliste, poète et activiste politique allemand, l'un des premiers membres du Parti ouvrier allemand (DAP) et l'un des participants au putsch de la Brasserie.

## Biographie

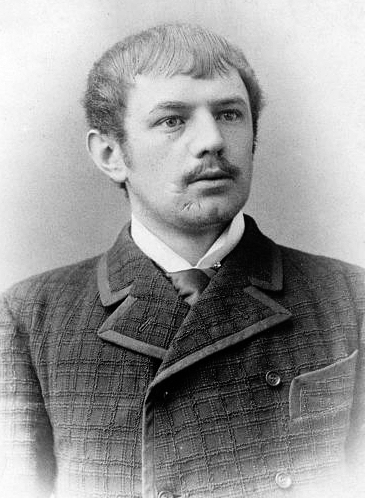
Dietrich Eckart à la fin du XIXe siècle.

Eckart est le fils d’un notaire et juriste. Il a dix ans quand sa mère meurt. En 1895, son père meurt à son tour, le laissant avec une fortune considérable, qu'il a tôt fait de dilapider.
Il commence à étudier la médecine à Munich, mais abandonne ses études en 1891 pour exercer les activités de poète, auteur dramatique et journaliste. Il s'installe en 1899 à Berlin, où il écrit plusieurs pièces de théâtre, souvent autobiographiques. Toutefois, bien qu’il soit devenu le protégé du comte Georg von Hülsen-Haeseler, directeur artistique du théâtre royal de Prusse, il ne parvient pas à obtenir de succès dramatique.
Le 8 novembre 1923, Eckart est impliqué dans le putsch de la Brasserie. Il est arrêté et emprisonné à la forteresse de Landsberg, avec Hitler et d’autres officiels du parti, mais relâché peu après pour des raisons de santé.
Il meurt le 26 décembre 1923 à Berchtesgaden d’une attaque cardiaque causée par sa dépendance à la morphine. Il est enterré dans le vieux cimetière de Berchtesgaden, non loin de la future sépulture d’un autre membre du parti nazi, Hans Lammers.

### Parcours politique
Entre 1918 et 1920, Eckart est le responsable du périodique antisémite Auf gut Deutsch, qu’il publie en collaboration avec Alfred Rosenberg et Gottfried Feder. Féroce critique de la république de Weimar, il s’oppose farouchement au traité de Versailles, qu’il considère comme une trahison : dans ce cadre, il prête foi à la Dolchstoßlegende (la légende du coup de poignard dans le dos), selon laquelle les sociaux-démocrates et les juifs sont rendus responsables de la défaite du Reich à l'issue de la Première Guerre mondiale.

#### Fondation du DAP
En 1919 Eckart participe avec Gottfried Feder et Anton Drexler à la fondation du Deutsche Arbeiterpartei (DAP, Parti ouvrier allemand), plus tard renommé Nationalsozialistische deutsche Arbeiterpartei (NSDAP) (parti nazi). Premier éditeur du journal du NSDAP, le Völkischer Beobachter, il écrit également les paroles du Deutschland erwache ! (« Allemagne, réveille-toi ! »), qui devient l’hymne du parti nazi.

#### Rencontre avec Hitler
Eckart rencontre Adolf Hitler à l’occasion d’un discours tenu devant les membres du parti le 14 août 1919. Eckart exerce une influence considérable sur Hitler dans les années qui suivent et on pense généralement qu’il est à l'origine des théories du parti nazi. Peu d’autres personnes ont eu autant d’influence sur Hitler.[réf. nécessaire].
Ce fut Eckart qui présenta Alfred Rosenberg à Hitler. Par l’intermédiaire de Rosenberg, Hitler découvre les ouvrages de Houston Stewart Chamberlain, dont Rosenberg tire son inspiration. Rosenberg est alors le responsable du Münchener Beobachter, première version du  Völkischer Beobachter et initialement détenu par la Société de Thulé[réf. nécessaire]. C’est dans les pages du Münchener Beobachter que Rosenberg publie en allemand le Protocole des Sages de Sion.
Entre 1920 et 1923, Eckart et Rosenberg travaillent sans relâche au service d’Hitler et du parti.
En vue de réunir des fonds au profit du journal du parti, Eckart présente Hitler à des cercles influents qui soutiennent rapidement de leurs fonds le parti national-socialiste. Alors qu’il séjourne dans la maison d’un riche industriel à Berlin, Hitler reçoit des cours de rhétorique donnés par un professeur d’art dramatique[réf. nécessaire].

### Théorie du racisme
Il se rapproche des idées de Guido von List par le biais de l'un de ses principaux collaborateurs, Ernst Lauterer.
Plus tard, il développe une théorie d’un homme d’un génie supérieur, basée sur les écrits de Lanz von Liebenfels ; il se voit lui-même dans la tradition d’Arthur Schopenhauer et d'Angelus Silesius. Il se montre également fasciné par les croyances des mayas. Il apprécie les œuvres de Henrik Ibsen et s’identifie fortement au personnage de Peer Gynt, mais n’éprouve cependant jamais beaucoup de sympathie pour la méthode scientifique.
Dans les années 1930, selon Jean-Paul Demoule, ses textes et considérations apparaissent encore comme parmi les principaux piliers de la doctrine nazie, notamment par ses développements sur les origines des Allemands.

### Eckart dans la mémoire du nazisme
Le second tome de Mein Kampf s'achève par une vibrante dédicace de Hitler à Eckart.

« Et je veux ranger parmi eux, comme un des meilleurs, l'homme qui a consacré sa vie à réveiller son peuple, notre peuple, par la poésie et par la pensée, et finalement par l'action : Dietrich Eckart »

— Adolf Hitler, Mein Kampf, p. 685
Plus tard, Hitler fait renommer la Waldbühne à Berlin la Dietrich-Eckart-Bühne, lors de son ouverture pour les Jeux olympiques d'été de 1936.
Avant de mourir, il aurait dit : « Suivez Hitler. Il dansera, mais c'est moi qui ai écrit la musique. Nous avons ouvert ses yeux, et lui avons donné les moyens de communiquer avec Eux. Ne me pleurez pas : j'aurai influencé l'histoire plus qu'aucun autre Allemand ».
En 1925, l’ouvrage inachevé d’Eckart, Der Bolschewismus von Moses bis Lenin : Zwiegespräch zwischen Hitler und mir (Le Bolchevisme de Moïse à Lénine : Dialogue entre Hitler et moi) fut publié à titre posthume, bien qu’on ait démontré par la suite que les dialogues étaient inventés et qu'Eckart était le seul auteur de l’ouvrage[réf. non conforme].
En 1960, les écrivains Louis Pauwels et Jacques Bergier évoquent Dietrich Eckart dans Le Matin des magiciens, un essai se présentant comme un récit romancé, « parfois légende et parfois exact. » Les deux auteurs dépeignent l'activiste comme un personnage simultanément affilié à la société du Vril et la société Thulé.
Or, l'archéologue et préhistorien Jean-Paul Demoule souligne les « erreurs ou approximations historiques » consistant à accréditer l'existence de la fictive société du Vril ou le rôle soi-disant prépondérant tenu par la réelle Thule-Gesellschaft. De surcroît, l'historien britannique Nicholas Goodrick-Clarke réfute l'appartenance de Dietrich Eckart à la société Thulé, simple légende répandue par la littérature à sensation engendrée par le succès du Matin des magiciens durant les années 1960 et 1970. Ainsi, le fondateur du Parti ouvrier allemand aurait, en tout et pour tout, tenu une seule conférence en tant qu'invité à la société Thulé de Munich, le 30 mai 1919.

## Écrits

### Écrits en ligne
- Der Froschkönig. Romantische Komödie, 1904
- Heinrich der Hohenstaufe. Deutsche Historie in 4 Vorgängen, Berlin-Steglitz, Herold, 1915
- Der Bolschewismus von Moses bis Lenin. Zwiegespräch zwischen Adolf Hitler und mir, [1925]